# Capitol Schwerin

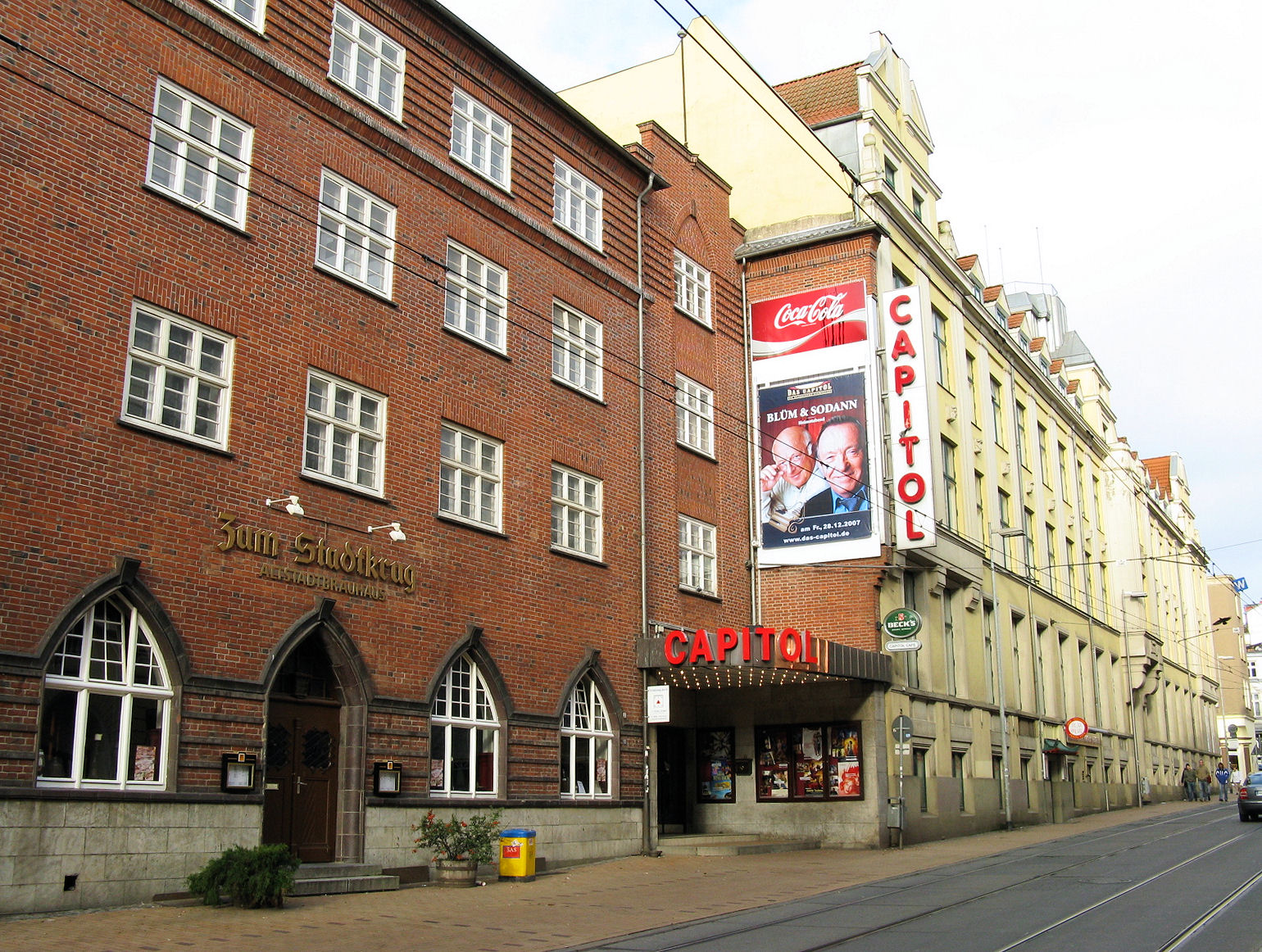
Filmpalast Capitol und Stadtkrug 2007

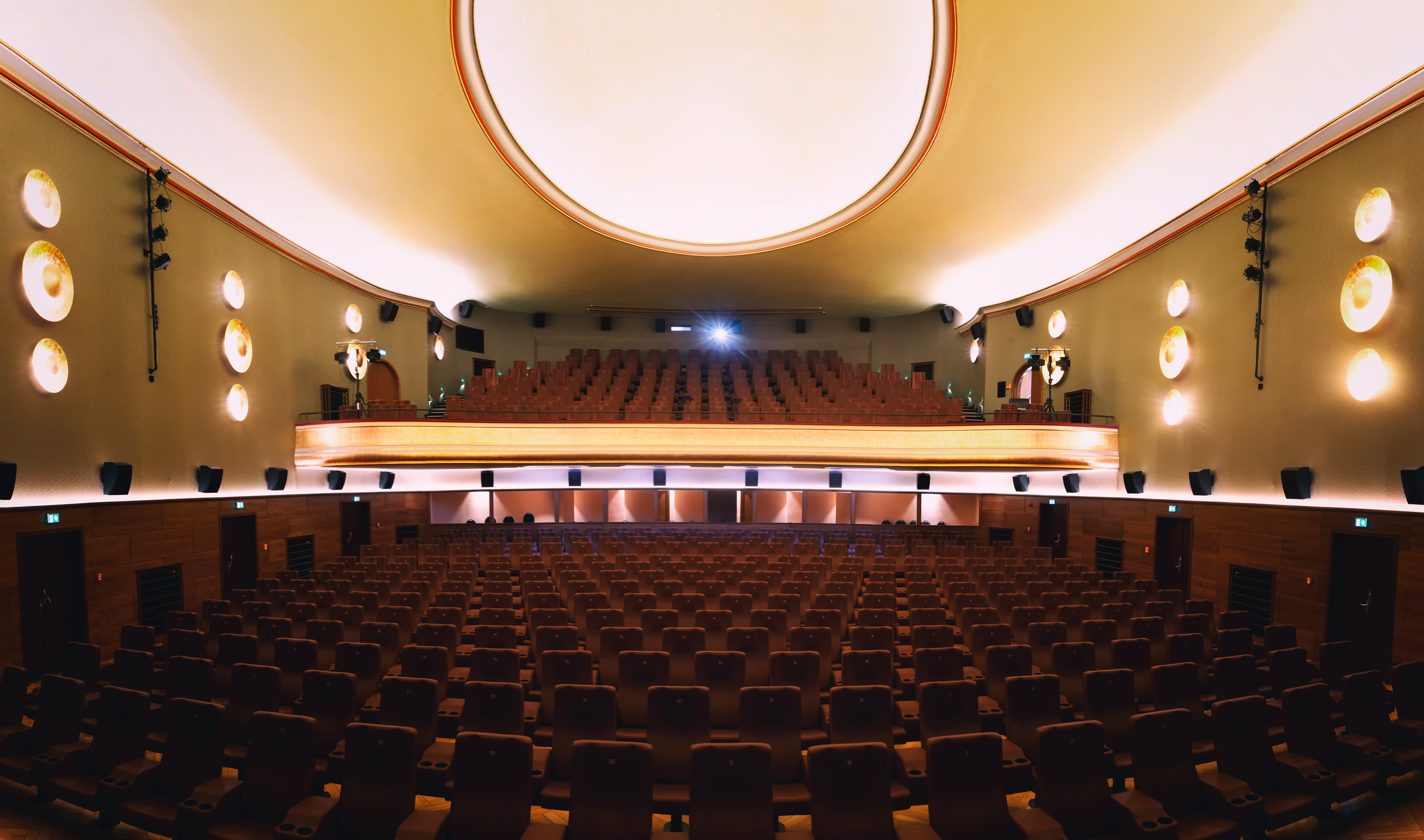
Innenansicht des Großen Saals (2018)

Der Filmpalast Capitol Schwerin ist ein Schweriner Kino und Veranstaltungsort in der Wismarschen Straße 128. Es besitzt sechs Kinosäle mit insgesamt 1509 Sitzplätzen. Das Gebäude ist ein Baudenkmal.

## Geschichte
Bei der ersten urkundlichen Erwähnung eines Gebäudes 1768 lag der heutige Standort des Capitols praktisch am Rande der Stadt, unmittelbar zur Umgebung gehörten Scheunen, Ställe, ein Armenfriedhof sowie ein Armenhaus am Marienplatz. 1792 befand sich dort noch ein Gasthaus, bis 1817 die Schankwirtschaft Tonhalle eröffnet wurde. Neben einer Kegelbahn und einem großen Grundstück erwarb Heinrich Klöres 1830 die Tonhalle und begann ab 1851 mit umfangreichen Baumaßnahmen, um den Betrieb als große Veranstaltungsgaststätte mit Musik, Theateraufführungen und Tanzveranstaltungen zu nutzen. 1855 bot Mecklenburgs größter Saal Platz für bis zu 800 Personen, vier Jahre später wurde ein Speisesaal mit 500 Plätzen angebaut.
Unter dem neuen Inhaber Wilhelm Albrecht wurde der kleine Saal 1888 zum Festsaal umgebaut. In beiden Sälen fanden Vereinsveranstaltungen, Varietéprogramme und Theateraufführungen statt. Das Stadttheater Lüneburg gastierte dort mit Ibsens „Nora“ oder „Frühlings Erwachen“ von Wedekind. Die Tonhalle galt in Schwerin bis zum Bau der Stadthallen am Marienplatz über Jahrzehnte als kulturelles Zentrum. Noch einmal vergrößert wurde der Konzertsaal samt Bühne 1908.
Am 9. Dezember 1920 veranstaltete der Schweriner FC 03 einen Ball im großen Saal der Tonhalle, in den Abendstunden brach dort plötzlich ein Feuer aus. Die Feuerwehr schaffte es nicht mehr, den großen Saal zu retten, auch die beiden kleineren Säle der Tonhalle fielen dem Brand zum Opfer. Nach der notdürftigen Renovierung des Gebäudes folgte ein ständiger Besitzer- und Pächterwechsel. Erst nach der Zwangsversteigerung des Grundstücks 1930, bei dem der Kinobetreiber Willi Dürkop den Zuschlag erhielt, gab es Pläne für einen Neubau. 1935 begannen die Architekten Erich Bentrup und Hellmuth Ehrich im Auftrag Dürkops mit dem Bau des Capitols und des Stadtkrugs.
Nur ein Jahr später eröffnete das Capitol, ausgestattet mit moderner Ton- und Projektionstechnik, Kulissen-Aufzügen und einer freitragenden Decke mit Beleuchtungskuppel. Sowohl die Ausstattung als auch die Architektur machten es zu einem der modernsten Kinos Deutschlands und führten 1937 zur Auswahl als Exponat für die Weltausstellung in Paris.
Das Capitol wurde 1944 zur Notunterkunft für Flüchtlinge, überstand den Zweiten Weltkrieg aber unbeschadet.
Nach Kriegsende zeigte sich der politische Umbruch auch im Filmgeschäft: 1945 feierte der sowjetische Film Lenin im Oktober seine Erstaufführung im Schweriner Kino.
Im September 1947 beschloss der Landtag die Enteignung der Filmtheaterbesitzer. Das Kinoprogramm der kommenden Jahrzehnte war geprägt von DEFA-Filmpremieren, Film-Festivals (z. B. Festival des sowjetischen Kino- und Fernsehfilms), Kundgebungen und Veranstaltungen rund um Sport, Musik und Kultur. Von 1977 bis 1991 gab die Schweriner Philharmonie regelmäßig Konzerte im Capitol.
Im April 1991 fand das 1. Filmfest Schwerin statt. Seither ist das Filmfest – seit 1993 unter dem Namen Filmkunstfest – eine feste Größe im alljährlichen Kulturkalender Mecklenburg-Vorpommerns.

## Filme
Die aktuellen Filme laufen in 2D. Als eines der 3D-Kinos in Mecklenburg-Vorpommern zeigt der Filmpalast Capitol die entsprechend produzierten Filme auch in 3D. Ausgewählte Filme werden bereits vor dem regulären Kinostart in einer Vorpremiere gezeigt.
Das Schweriner Kino zeigt in der Filmkunstreihe Klassiker der modernen Filmgeschichte und des Independent-Kinos. In der Ladies Preview laufen Filme, die besonders für das weibliche Publikum interessant sind. Ein Programm für ältere Semester ist im Kino für Fortgeschrittene zu sehen. Filmvorstellungen für Schulklassen, die den Unterricht ergänzen, bietet das Capitol im Schulkino an.

## Veranstaltungen
Im Filmpalast Capitol finden wöchentlich mehrere Veranstaltungen statt, darunter sind Live-Konzerte, Lesungen, Stand-up-Comedy, Theateraufführungen oder Live-Übertragungen, oft wird das Kino auch als Tagungsort für Vereine, Initiativen und andere Veranstalter genutzt.

Jedes Jahr im Mai beherbergt das Capitol das Filmkunstfest Mecklenburg-Vorpommern.